# I malamondo
I malamondo, es una película italiana dirigida en 1964 por Paolo Cavara.
La película es un documental que trata sobre los jóvenes europeos. Estos jóvenes se nos muestran en varios episodios, analizando sus manías y sus defectos más evidentes. Paolo Cavara examina algunas naciones cuidadosamente y nos documenta sobre algunas de sus costumbres más interesantes.
La película realizada por Cavara tiene el estilo, la profundidad y el ritmo de las encuestas periodísticas.  

## Sinopsis
Se trata de un itinerario periodístico con la lente de la cámara enfocando a los jóvenes de algunas naciones europeas. Estos son las siguientes episodios: las chicas escocesas a la caza de marido; la carrera en moto de los ingleses para conquistar a una chica; el matrimonio entre suecos y negros; los nudistas suizos; los clubs de los existencialistas parisinos y los estudiantes de las universidades alemanas.